# Flavius Arinthaeus
Flavius Arinthaeus ou Arinthæus (probablement né dans les années 300 - mort en 378) est un homme politique et officier militaire romain qui a servi à l'époque des empereurs romains Constance II, Julien, Jovien et Valens. Il est nommé consul en 372, en même temps que Domitius Modestus.

## Biographie

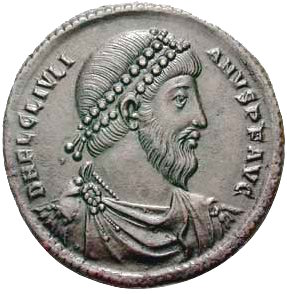
Arinthaeus, en tant que Comes rei militaris, participe à la campagne militaire de l'empereur romain Julien contre les Perses.

Flavius Arinthaeus commence sa carrière militaire en tant que tribun en Rhétie. Il fait partie d'une légion romaine sous le commandement du maître de cavalerie Arbitio, qui participe à une campagne de l'empereur romain Constance II contre les Alamans. Au cours d'une bataille qui s'engage au lendemain d'une embuscade meurtrière pour les Romains, Arinthaeus charge spontanément et remporte une victoire dans une situation précaire et difficile pour l'armée romaine. 
Il s'élève ensuite dans la hiérarchie et devient l'un des officiers de la cour de Constance II. En 361, il marche avec Constance contre le César en Gaule Julien. Cependant, Constance meurt en route en désignant Julien comme son unique successeur.
Son nom apparaît ensuite en 363 : il est Comes rei militaris de l'empereur Julien pendant sa campagne militaire en Perse. Arinthaeus dirige la cavalerie de l'aile gauche pendant l'avance dans la province assyrienne d'Asōrestān et repousse au moins une attaque. Plus tard, toujours sous les ordres de Julien, il commande un corps d'infanterie pendant la bataille de Ctésiphon (en 363), où il ravage la campagne et attaque des Perses,.
Lorsque Julien meurt en Mésopotamie lors de la bataille de Samarra, Arinthaeus et des collègues ayant servi sous Constance II comme Victor cherchent un substitut à l'empereur dans leur groupe, mais des officiers gaulois fidèles à la mémoire de Julien comme Dagalaiphus et Nevitta s'opposent. Plus tard, Arinthaeus et ses collègues accueillent favorablement la candidature de Secundus Salutius, qui refuse ; ils se résignent alors pour Jovien. Ce dernier maintient la plupart des officiers de Julien en poste et l'un de ses premiers gestes est d'envoyer Arinthaeus et Salutius négocier un accord de paix avec le roi sassanide  Shapur II. Les négociations durent quatre jours : Arinthaeus promet que les Romains redonneront le contrôle de cinq satrapies à l'est du Tigre ainsi que le contrôle de la province romaine de Mésopotamie, tout en retenant le contrôle de la partie occidentale de la Mésopotamie. Les Romains s'engagent aussi à diminuer leur influence sur le Royaume d'Arménie. Au retour de l'Est, Jovien envoie Arinthaeus en Gaule romaine, où il reçoit l'ordre de confirmer Jovinus en tant que Magister equitum.

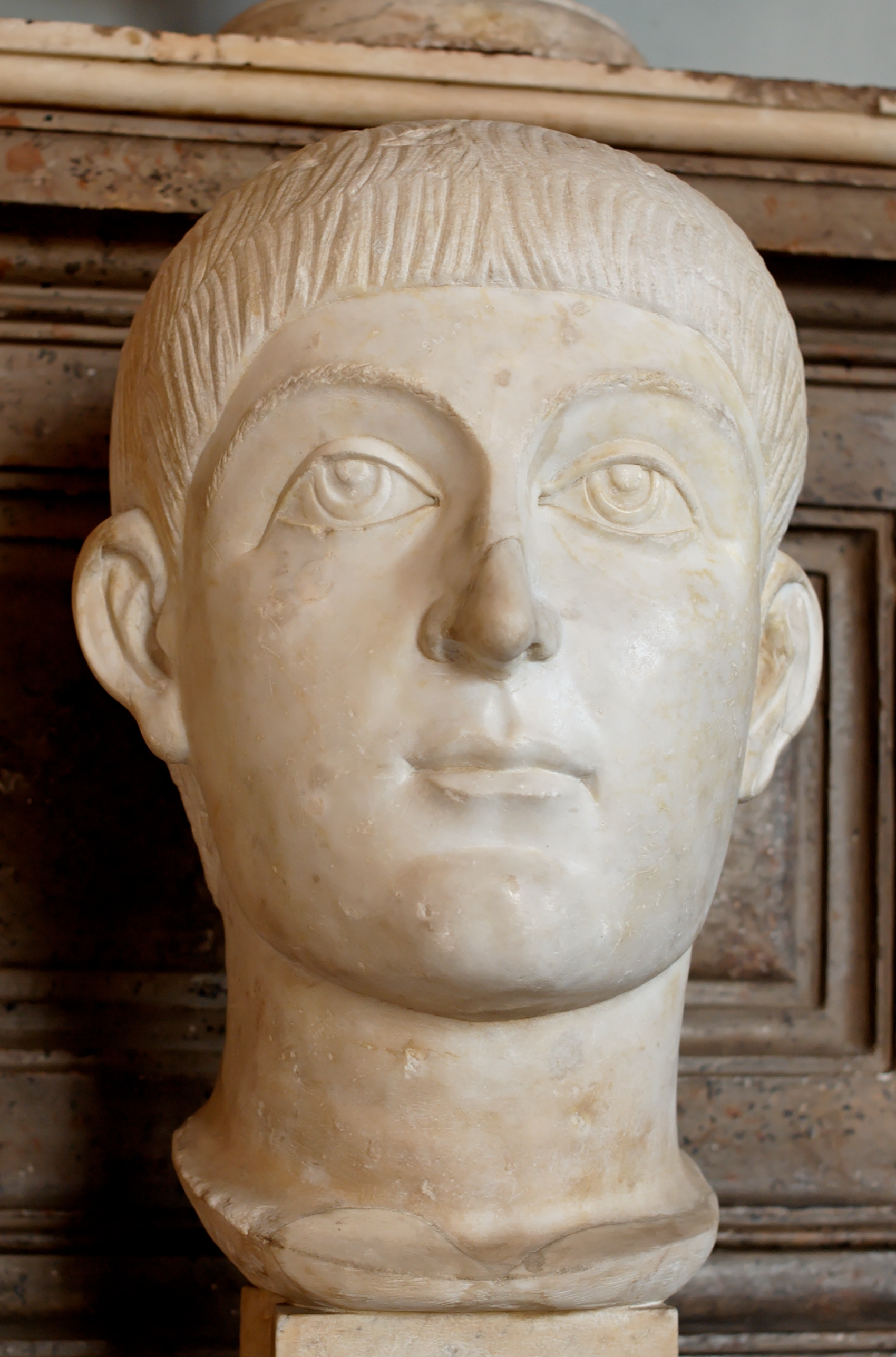
C'est sous l'empereur d'Orient Valens qu'Arinthaeus est nommé magister peditum (« commandant de l'infanterie »).

Après la mort de Jovien, Arinthaeus appuie la candidature de Valentinien Ier comme empereur romain en 364, puis est envoyé à la cour de son frère Valens à Constantinople. En tant que duc romain, il lutte contre la révolte de l'usurpateur Procope en 366. Valens l'envoie à la frontière de Bithynie et de Galatie pour combattre l'armée d'Hyperechius, allié de Procope. Arinthaeus convainc les troupes de son adversaire d'abandonner la cause de Procope,. Il est nommé Magister peditum après la défaite de Procope, poste qu'il occupe jusqu'en 378.
Arinthaeus accompagne ensuite Valens pendant la première guerre des Goths de 367 à 369. En 368, il reçoit l'ordre de harceler les Thervinges en Dacie romaine, ses soldats recevant une pièce d'or par tête de barbare rapportée. En 369, Arinthaeus et le général Victor reçoivent comme mission de négocier la paix avec le roi wisigoth Athanaric. Il est ensuite envoyé à la frontière perse. De la fin de 369 au début de 370, il dirige les travaux de réparations de la route entre Amasya et Satala (en). Il marche ensuite avec une armée en Arménie dans le but de rétablir Pap d'Arménie sur le trône d'Arménie et de l'aider à lutter contre les incursions perses. La présence d'Arinthaeus oblige Shapur II à annuler son invasion et incite Pap d'Arménie à mettre fin à ses négociations avec le roi perse,. Arinthaeus reste en Arménie jusqu'en 371.
En 372, il est nommé consul posterior en même temps que Domitius Modestus. 
Arinthaeus meurt en 378, dans la force de l'âge. Il était marié et avait au moins une fille. Il correspondait avec Basile de Césarée. Il aurait confronté l'empereur Valens sur son arianisme.